# Robert Szymczak
Robert Szymczak (ur. 1977) – polski himalaista, lekarz, specjalista medycyny ratunkowej. Zdobywca trzech ośmiotysięczników.
Pracownik Katedry i Kliniki Medycyny Ratunkowej na Gdańskim Uniwersytecie Medycznym. W 2010 obronił na GUM napisany pod kierunkiem Andrzeja Basińskiego doktorat Wpływ przewlekłej hipoksji wysokogórskiej na wybrane parametry życiowe organizmu człowieka.
W 2005 zdobył Szczyt Lenina (7134 m), rok później wspólnie z Tomaszem Wawrzyniakiem i Tomaszem Słodnikiem dokonał pierwszego polskiego wejścia na Hiriz (5550 m) w Karakorum. W latach 2006–2012 brał udział w kilku polskich wyprawach w Himalaje jako lekarz wyprawowy. W 2008 wspólnie z Arturem Hajzerem zdobył swój pierwszy ośmiotysięcznik Dhaulagiri (8167 m). W 2010 ponownie z Arturem Hajzerem zdobył szczyt Nanga Parbat (8126 m). W 2012 wspólnie z Dariuszem Załuskim i Wojciechem Kukuczką zdobył Mount Everest (8848 m).